# Sea Otter II
Sea Otter II – amerykański statek specjalnego przeznaczenia zbudowany w stoczni w Fort Orange, wszedł do służby w październiku 1941 r. Statek ten został zaprojektowany i przeznaczony do wykonania tylko jednego rejsu i miał do spełnienia dwa zadania – 1) dostarczenie do Wielkiej Brytanii sprzętu wojskowego (Stany Zjednoczone były jeszcze państwem formalnie neutralnym), 2) dostarczenie materiałów strategicznych, które jednocześnie były budulcem statku – stali i silników (do napędu statku użyto 16 typowych silników do ciężarówek).
Konstrukcja statku była bardzo uproszczona; luki ładunkowe były np. zaspawane po załadunku, nie było masztów i innego osprzętu.
Sea Otter II nie został jednak wykorzystany zgodnie z przeznaczeniem, po przystąpieniu USA do wojny statki tego typu stały się zbędne.